# Tài xế xe tải

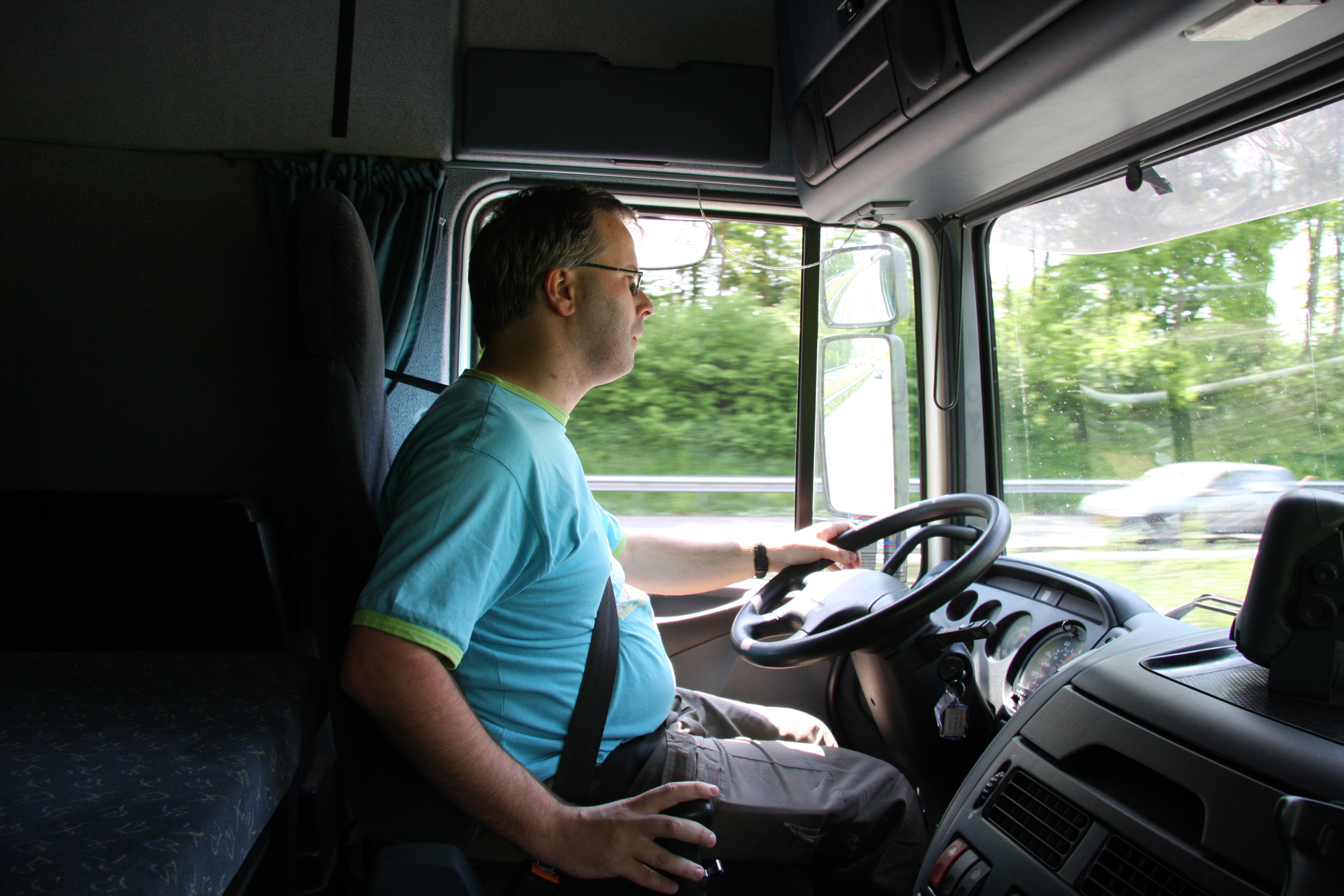
Tài xế xe tải trên xe

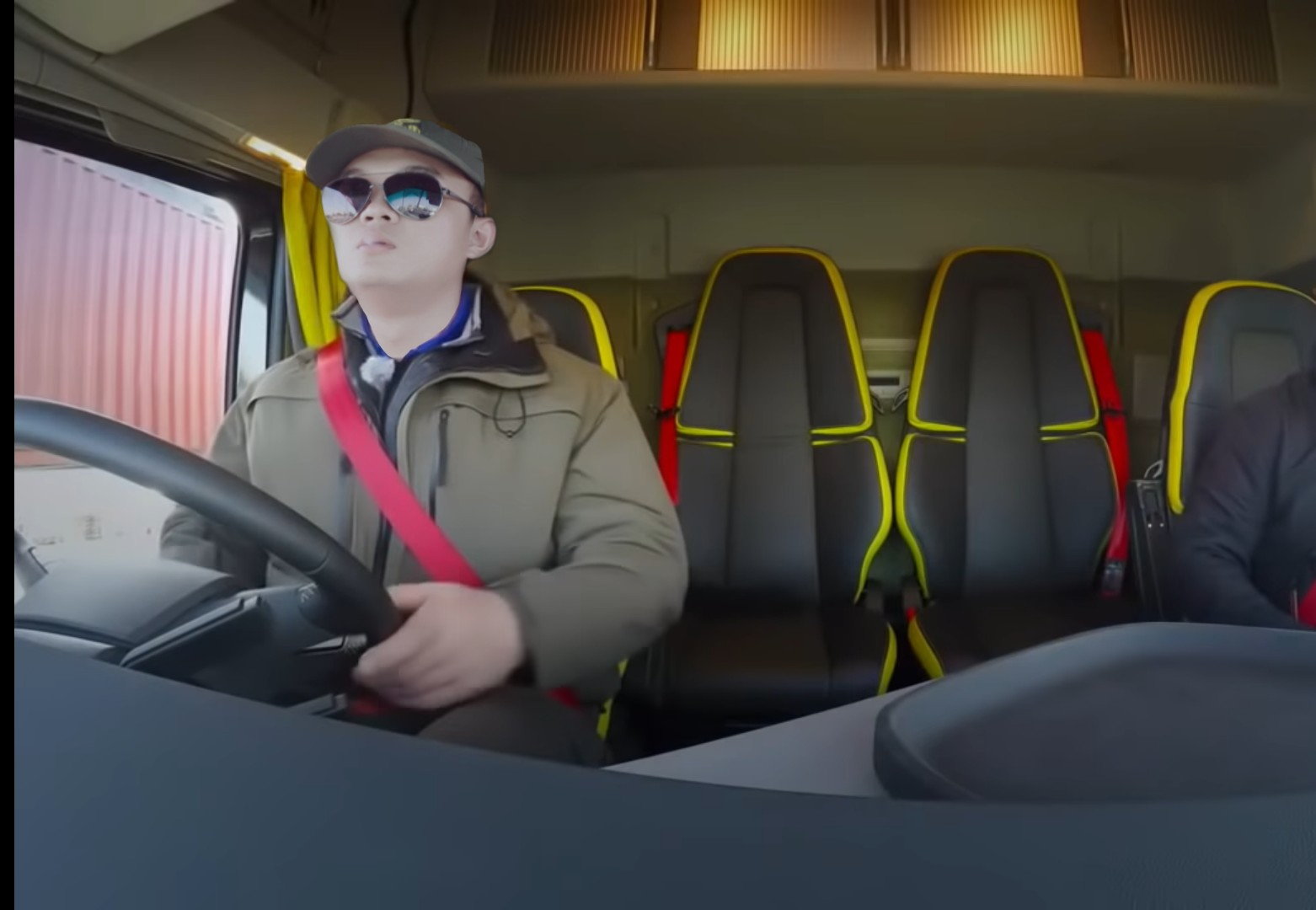

Tài xế xe tải thường được gọi đơn giản là tài xế là một người kiếm sống bằng nghề lái xe tải (thường  một chiếc xe bán tải, hay xe tải).